# Drapeau de Laredo
Le Drapeau de Laredo (Bandera de Laredo en castillan) est le prix d'une régate qui se déroulait tous les ans dans la ville de Laredo, en Espagne, et qui actuellement n'a plus lieu, car le club organisateur (Laredo Aviron Club) ne participe plus aux compétitions d'aviron.

## Palmarès
| Édition | Année | Vainqueur       | Second           | Troisième       |
| I       | 1976  | Astillero       | Laredo           | Hernani         |
| II      | 1977* | Castro-Urdiales | Pedreña          | Astillero       |
| III     | 1978  | Santurtzi       | Astillero        | Hondarribia     |
| IV      | 1979  | Kaiku           | Santurtzi        | Hondarribia     |
| V       | 1980  | Kaiku           | Algorta          | Castro-Urdiales |
| VI      | 1981  | Portugalete     | Castro-Urdiales  | Zierbena        |
| VII     | 1982  | Castro-Urdiales | Santurtzi        | Hernani         |
| VIII    | 2003  | Trintxerpe      | Santiagotarrak   | Ur-Kirolak      |
| IX      | 2004  | -               | -                | -               |
| X       | 2005  | Zumaia          | Ciudad Santander | Zierbena        |
| XI      | 2006  | Castro-Urdiales | Hondarribia      | Pedreña         |
| XII     | 2007  | Urdaibai        | Orio             | Castro-Urdiales |

* L'édition 1977 s'est déroulée en même temps que le Championnat de Cantabrie de trainières.

### Sources
- (es) Cet article est partiellement ou en totalité issu de l’article de Wikipédia en espagnol intitulé « Bandera de Laredo » (voir la liste des auteurs).